# Joseph Toussaint Reinaud
Joseph Toussaint Reinaud (1795-1867) fue un orientalista de Francia.

## Biografía
Reinaud fue un orientalista nacido en Lambec, Bocas del Ródano, el 4 de diciembre de 1795, y comienza sus estudios que finaliza en Aix, y abraza el estado eclesiástico, al cual renuncia, años más tarde.
Reinaud, en 1814, se instala en París donde estudia árabe y persa bajo la tutela de Silvestre de Sacy, quien le da clases de gramática y de historia, y Louis-Mathieu Langlès, y en 1818 y 1819 se traslada a Roma en calidad de secretario del conde Joseph-Marie Portalis (1778-1858), donde aprovecha para examinar manuscritos y monumentos orientales reunidos en la capital del mundo cristiano.
Reinaud, en 1823, forma parte de la fundación de la Sociedad Asiática de París y de su consejo, y empleado en el gabinete de manuscritos de la biblioteca del rey, en 1824, se ocupa especialmente de mantener en orden los manuscritos árabes, persas y turcos, y  se propone publicar un catálogo, publicando en 1828 Monumentos árabes, persas y turcos del gabinete del duque de Blacas, apreciando la Academia de Inscripciones y Lenguas Antiguas una remarcable reseña sobre las celebridades del islamismo, y en 1832 obtiene el rango de inteligente epigrafista, y enriqueció la obra de Joseph François Michaud (1767-1839), Historia de las cruzadas.
Posteriormente, Reinaud al entrar en la Academia, publica un volumen lleno de interés sobre la Invasión de los sarracenos en Francia, de gran importancia para la historia nacional de Francia, convenientemente tratado por un orientalista como Reinaud, y en 1838 en la Escuela de Lenguas Orientales,  continua la enseñanza del árabe clásico y realiza esfuerzos para simplificar la exposición de sus conceptos y labora una tabla de las leyes gramaticales que rigen la bella lengua del Coran. 
Más tarde, Reinaud, publica un  volumen histórico intitulado Fragmentos árabes y persas inéditos anteriores al siglo XI, el texto árabe de Geografía Aboulféda en colaboración con el barón de William Slane (1801-1878), Relación de los viajes hechos por árabes y persas por la India y la China, Memoria geográfica e histórica sobre la India y otras.
Reinaud realizó también numerosos artículos para el Boletín de Ferrussac, en el Diario asiático y en la Biografía  universal, y después estuvo unos años ocupado en investigaciones sobre los autores clásicos y los indicios de las relaciones del Occidente antiguo con el Extremo Oriente, y dejó enteramente acabado el volumen primero de las Historias árabes de las cruzadas que la Academia le confió su publicación y una obra sobre el fuego griego junto al teniente coronel y estratego de Francia, estudiante de la École polytechnique, donde profesa arte militar y la topografía, quien dejó escrito El Imperio de los francos (París, 1889), Historia y táctica de las tres armas (1845) y Nuevo sistema de defensa de las plazas fuertes (París, 1841), Idenphose Favé (1812-1894): Del fuego griego, de los fuegos de guerra y los orígenes de la pólvora del cañón, y escribió sobre el mismo asunto una obra de respuesta al historiador Ludovic Lalanne (1815-1898), autor este último de Diccionario histórico de Francia y Investigaciones del fuego griego. En la obra de Luis Figuier Los grandes inventos antiguos y modernos (Madrid, 1867), se lee lo siguiente: «La figura 20, tomada de un manuscrito latino del siglo XIV, y reproducida en la obra de los señores Reinaud y Fave sobre el fuego griego y los fuegos de guerra representa una máquina de honda de que se hacia uso a fines del citado siglo, en la Europa oriental, y servía para arrojar el fuego griego», y en el Diccionario militar (Madrid, 1869) de José Almirante y Torroella se lee: «Las consejas y hasta los volúmenes abundan, sobre la composición o receta desgraciadamente perdida del fuego griego, pero lo que esta averiguado sino mienten Reinaud y Fave en sus investigaciones de 1849 en el Journal Asiatique, número 16, es que entre las muchas sustancias en general resinosas y crasas de fácil combustión no entraba el salitre».

## Obras
- Du feu gregeois,....., Frankfurt and Main, 2002.
- Relation des voyages faits par les Arabes et les Persans, O. Zeller, 1988, 2 vols.
- Geographie d'Aboulféda, Frankfurt and Main, 1985, 2 vols.
- Memoire sur le Royaume de la Mesene et de la Khracene, O. Zeller,1982.
- Muslim colonies in France,...., Orientalia, 1955.
- Invasions des sarracins in France, Ámsterdam, 1964.
- Arab geography, Muslim University, 1960.
- Relations politiques et commerciales de l'Empire romain avec l'Asie orientale, París,1863.
- Notice sur Mahomet, París, 1860.
- Description d'un fusil oriental, 1856.
- De l'art militaire chez les Arabes au moyen age, París, 1848.
- Notice historique et litteraire sur le baron Silvestre de Sacy, París,1838.
- Junto a Michaud Bibliotheque des croisades, París, 1829, 4 vols.
- Description des monuments musulmans du cabinet le duc de Blacas, París, 1828.
- Notice sur la vie de Saladin,..., París, 1824.
- Controverse  a propos du feu gregeois. Response aux objections de M. Ludovic Lalanne, Biblioteca de la Escuela de Chartres, Tomo II
- Otras